# Saint-Sulpice-de-Roumagnac
Saint-Sulpice-de-Roumagnac é uma comuna francesa na região administrativa da Nova Aquitânia, no departamento Dordonha. Estende-se por uma área de 10,55 km². Em 2010 a comuna tinha 284 habitantes (densidade: 26,9 hab./km²).